# Канаев, Иван Иванович
Иван Иванович Канаев (16 октября 1893, Санкт-Петербург — 1984, Ленинград) — советский биолог-генетик, историк европейской науки.

## Биография
Выпускник 1-й Санкт-Петербургской классической гимназии (1913).
Закончил естественнонаучное отделение физико-математического факультета Санкт-Петербургского университета (1913—1918), ученик Ю.Филипченко. С 1924 входил в ближайший круг М. М. Бахтина, есть работы М. Бахтина, публиковавшиеся под именем И. Канаева. Принимал участие в «кантовском семинаре», который в 1925—1928 собирался у М. В. Юдиной и в работе которого участвовали также Л. В. Пумпянский, М. Бахтин, М. И. Каган, К. К. Вагинов, И. И. Соллертинский и др.
Кандидат наук (1930). Защитил докторскую диссертацию (1939). Заведующий кафедрой общей биологии в Первом медицинском институте в Ленинграде (1942). Вместе с кафедрой эвакуирован в Кисловодск, затем в Красноярск. С 1944 года — снова в Ленинграде, в Первом медицинском институте, с 1945 по совместительству — в Институте эволюционной физиологии и патологии высшей нервной деятельности им. И. П. Павлова (ИЭФ).
В 1948 уволен из Первого медицинского института после постановления сессии ВАСХНИЛ, объявившего лысенковскую теорию генетики единственно верной. Л. А. Орбели не дал уволить И. Канаева, который продолжил работу в ИЭФ, однако подготовленная им к печати монография «К изучению генетики высшей нервной деятельности человека» опубликована не была.
В 1955 году подписал «Письмо трёхсот».
В 1957 году перешёл в Ленинградское отделение Института истории естествознания и техники АН СССР, в том же году выпустил в своём переводе избранные труды Гёте по естествознанию. Позднее посвятил Гёте ряд трудов, идеи которых вызвали интерес М. Бахтина и поныне сохраняют своё значение.
Много лет дружил и переписывался с М. В. Юдиной.

## Труды
- Канаев И. И. Наследственность: Научно-популярный очерк. — Л.: Прибой, 1925. — (Наука о жизни).
- Канаев И. И. Гидра: очерки по биологии пресноводных полипов. — М.—Л.: Изд-во АН СССР, 1952.
- Канаев И. И. Близнецы: Очерки по вопросам многоплодия. — М.—Л.: Изд-во АН СССР, 1959. — 382, [6] с. — 3000 экз.
- Очерки из истории сравнительной анатомии до Дарвина. М.—Л.: Издательство АН СССР, 1963
- Иоганн Вольфганг Гёте: Очерки из жизни поэта-натуралиста. М.—Л.: Издательство АН СССР, 1964
- Канаев И. И. Очерки из истории проблемы морфологического типа от Дарвина до наших дней. — М.—Л.: Наука, 1966.
- Канаев И. И. Жорж Луи Леклер де Бюффон, 1707—1788. — М.—Л.: Наука, 1966. — 266 с. — (Научно-биографическая серия). — 5500 экз.
- Канаев И. И. Близнецы и генетика. — Л.: Наука, 1968.
- Канаев И. И. Гёте как естествоиспытатель. — Л.: Наука, 1970. — 468 с. — 6000 экз.
- Канаев И. И. Абраам Трамбле, 1710—1784. — Л.: Наука, 1972. — 144 с. — 9800 экз.
- Канаев И. И. Френсис Гальтон, 1822—1911. — Л.: Наука, 1972. — 136 с. — 10 000 экз.
- Канаев И. И. Карл Фридрих Кильмейер, 1765—1844. — Л.: Наука, 1974. — 68 с.
- Канаев И. И. Жорж Кювье, 1769—1832. — Л.: Наука, 1976. — 212 с. — 21 600 экз.
- Волошинов В. Н., Медведев П. Н., Канаев И. И. Статьи. М.: Лабиринт, 1996 (Бахтин под маской)
- Канаев И. И. Избранные труды по истории науки / Под ред. К. В. Манойленко. — СПб.: Алетейя, 2000. — 496 с. — (Историки науки России XX века). — 800 экз. — ISBN 5-89329-204-9.
- Волошинов П. Н., Канаев И. И. Фрейдизм. Современный витализм. М.: Лабиринт-К, 2004